# Enzo Crivelli
Enzo Crivelli (Rouen, 1995. február 6. –) francia korosztályos válogatott labdarúgó, a svájci Servette csatára.

## Pályafutása

### Klubcsapatokban
Crivelli a franciaországi Rouen városában született. Az ifjúsági pályafutását az ASPTT Albi, az AS de la Fontaine Albi és a Cannes csapatában kezdte, majd 2012-ben a Bordeaux akadémiájánál folytatta.
2014-ben mutatkozott be a Bordeaux első osztályban szereplő felnőtt keretében. A 2016–17-es idényben a Bastiánál játszott kölcsönben, ahol 24 mérkőzésen 10 gólt ért el. 2017-ben az Angers szerződtette. 2018 januárja és júniusa között a Caen csapatát erősítette kölcsönben. A lehetőséggel élve, 2018-ban a Caenhez igazolt. 2019-ben a török İstanbul Başakşehirhez csatlakozott. A 2021–22-es szezonban az Antalyaspornál és a Saint-Étienne-nél szerepelt szintén kölcsönben. 2022. augusztus 30-án hároméves szerződést kötött a svájci első osztályban érdekelt Servette együttesével. 2022. szeptember 4-én, a Luzern ellen idegenben 2–0-ra megnyert mérkőzés 70. percében, Ronny Rodelin cseréjeként lépett pályára, majd 20 perccel később meg is szerezte első gólját a klub színeiben.

### A válogatottban
Crivelli az U20-as és az U21-es korosztályú válogatottakban is képviselte Franciaországot.
2015-ben debütált az U21-es válogatottban. Először a 2015. október 10-ei, Skócia ellen 2–1-re megnyert mérkőzés 90+4. percében, Sébastien Hallert váltva lépett pályára. Első válogatott gólját 2015. november 12-én, Észak-Írország ellen 1–0-ás győzelemmel zárult U21-es EB-selejtezőn szerezte meg.

## Statisztikák
2024. szeptember 1. szerint

| Klub                       | Szezon   | Osztály            | Bajnokság | Bajnokság | Kupa és ligakupa | Kupa és ligakupa | Nemzetközi | Nemzetközi | Összesen | Összesen |
| Klub                       | Szezon   | Osztály            | Meccs     | Gól       | Meccs            | Gól              | Meccs      | Gól        | Meccs    | Gól      |
| -------------------------- | -------- | ------------------ | --------- | --------- | ---------------- | ---------------- | ---------- | ---------- | -------- | -------- |
| Bordeaux                   | 2013–14  | Ligue 1            | 2         | 0         | 1                | 0                | —          | —          | 3        | 0        |
| Bordeaux                   | 2014–15  | Ligue 1            | 11        | 1         | 1                | 0                | —          | —          | 12       | 1        |
| Bordeaux                   | 2015–16  | Ligue 1            | 29        | 3         | 4                | 2                | 8          | 1          | 41       | 6        |
| Bastia (kölcsönben)        | 2016–17  | Ligue 1            | 24        | 10        | 0                | 0                | —          | —          | 24       | 10       |
| Angers                     | 2017–18  | Ligue 1            | 15        | 1         | 2                | 0                | —          | —          | 17       | 1        |
| Caen (kölcsönben)          | 2017–18  | Ligue 1            | 11        | 2         | 3                | 0                | —          | —          | 14       | 2        |
| Caen                       | 2018–19  | Ligue 1            | 33        | 6         | 2                | 0                | —          | —          | 35       | 6        |
| İstanbul Başakşehir        | 2019–20  | Süper Lig          | 30        | 11        | 3                | 0                | 11         | 3          | 44       | 14       |
| İstanbul Başakşehir        | 2020–21  | Süper Lig          | 36        | 2         | 4                | 0                | 4          | 0          | 44       | 2        |
| İstanbul Başakşehir        | 2022–23  | Süper Lig          | 1         | 0         | 0                | 0                | 3          | 0          | 4        | 0        |
| Antalyaspor (kölcsönben)   | 2021–22  | Süper Lig          | 12        | 0         | 2                | 0                | —          | —          | 14       | 0        |
| Saint-Étienne (kölcsönben) | 2021–22  | Ligue 1            | 6         | 0         | 0                | 0                | —          | —          | 6        | 0        |
| Servette                   | 2022–23  | Swiss Super League | 19        | 4         | 3                | 3                | —          | —          | 22       | 7        |
| Servette                   | 2023–24  | Swiss Super League | 28        | 8         | 4                | 2                | 11         | 1          | 43       | 11       |
| Servette                   | 2024–25  | Swiss Super League | 6         | 2         | 0                | 0                | 4          | 1          | 10       | 3        |
| Összesen                   | Összesen | Összesen           | 263       | 50        | 29               | 7                | 41         | 6          | 333      | 63       |

## Sikerei, díjai
İstanbul Başakşehir
- Süper Lig
  - Bajnok (1): 2019–20

- Süper Cup
  - Döntős (1): 2020–21

Antalyaspor
- Süper Cup
  - Döntős (1): 2021–22

Servette
- Svájci Kupa
  - Győztes (1): 2023–24